# 劉鍾麟
劉鍾麟（1822年—1891年），號玉亭，順天府昌平州（今北京市昌平區）人。清朝政治人物，歷史地理學家、書法家及經學家。

## 生平
同治二年（1863年）癸亥恩科進士。官至山西屯留縣知縣。調補永濟縣知縣、五台知縣、長子知縣等。
其书法作品，近年来也曾出现在拍卖会上。据其直系后裔刘元正教授亲自鉴定属于真迹，是文革期间被抄家流失之物。

## 著作
有專著約十種存世。著述頗豐。涉及詩歌、歷史、地理、方志諸學。撰寫《屯留縣誌》、《永濟縣誌》、《五臺縣誌》、《斷易精要》等。該志敘載甚詳，體例謹嚴，堪稱善本。美国哈佛大学东亚图书馆收藏了其全部著作。